# Lumut (Brunei)
Lumut ist die geographische Bezeichnung für eine Gruppe von Siedlungen im Distrikt Belait von Brunei. Es handelt sich um mehrere Teilorte und Wohngebiet im Mukim (Subdistrikt) Liang. Die Einwohnerzahl beträgt 233 (Stand: Zensus 2016).

## Verwaltung
Das Areal, in dem die Siedlungen mit Namen Lumut liegen, umfasst offiziell mehrere Kampong (Dörfer) im Mukim Liang. Jedes Dorf entspricht dabei einem Postcode Area. Diese Einheiten, die zu Lumut gehören, sind:
- Kampong Lumut
- Kampong Lumut Tersusun
- Kampong Sungai Bakong
- Kampong Sungai Kuru
- Kampong Sungai Tali
- Kampong Sungai Taring
- Perkhemahan Lumut
- Perumahan Negara Lumut Kawasan 1
- Perumahan Negara Lumut Kawasan 2
- Skim Tanah Kurnia Rakyat Jati Lumut[2]

Das Belait District Office jedoch, welches die Gemeinden im Distrikt tatsächlich verwaltet, führt nur zwei Dörfer in Lumut auf, nämlich Kampong Lumut I und II. Jedes dieser Kampong hat seinen eigenen Ortsvorsteher (malaiisch ketua kampung).

## Geographie
Die Siedlungen liegen an der Küste des Südchinesischen Meeres. Ein Teil der Siedlungen erstreckt sich entlang der Küste an der Straße Jalan Kampong Lumut, während sich Reißbrettsiedlungen im sumpfigen Hinterland des Sungai Lumut, südwestlich der Mündung des Sungai Karut erstrecken. Die Westgrenze bildet das Militärgelände Lumut Camp an einem See, nach Norden schließt die Fabrik Brunei LNG am Sungai Kang die Grenze. Weiter östlich liegt Kampong Sungai Liang.

### Verkehr
Die Hauptverkehrsader von Lumut ist die Jalan Seria–Kuala Belait. Lumut Bypass ist ein Highway der die südliche grenze bildet. Die Straßen Jalan Tutong–Belait und Jalan Malawaring verbinden die beiden Straßen von Norden nach Süden. Sie verlaufen durch die Siedlungen des Public Housing Area.

### Rancangan Perumahan Negara
Die Reißbrettsiedlungen von Lumut gehören zum Rancangan Perumahan Negara (National Housing Plan) einem staatlichen Wohnungsbauprojekt.

## Bildung
Im Gebiet von Lumut liegt die School of Science and Engineering der Brunei Polytechnic die vor allem Ausbildungen mit Bezug auf die Öl- und Gas-Industrie anbietet. Außerdem gibt es die weiterführende Schule Pengiran Anak Puteri Hajah Rashidah Sa’adatul Bolkiah Secondary School.
Es gibt zwei Primary Schools (Lumut Primary School Sekolah Rendah Lumut; Sungai Tali Primary School (malaiisch Sekolah Rendah Sungai Tali).
Religiöse Schulen sind Lumut Religious School, Sungai Tali Religious School und Sungai Taring Religious School. They provide primary religious education, which is compulsory for Muslim children in the country.

## Wirtschaft
Die Wirtschaft wird bestimmt von der Mineralölindustrie. In Lumut befindet sich die Fabrik Brunei LNG (Brunei Liquefied Natural Gas), eine 130 ha große Fabrik für Flüssigerdgas (LNG) mit einer jährlichen Produktionskapazität von 6,7 Mio. t.

### Religion
Zainab Mosque wurde am 22. Mai 1998 von Sultan Hassanal Bolkiah eingeweiht. It can accommodate 2,000 worshippers at one time.

## Geschichte
Archaeologische Funde in Lumut lassen darauf schließen, dass mindestens seit dem 14. Jh. n. C. Menschen vor Ort gelebt haben. chinesische und siamesische Töpferwaren, die sich auf die Zeit der Ming-Dynastie (1368–1644) datieren lassen, wurden in der Umgebung des Sungai Lumut entdeckt. Diese Funde scheinen jedoch Grabbeigaben gewesen zu sein, so dass es nicht sicher ist, ob Menschen auch dort lebten.

## Sehenswürdigkeiten
Die Siedlungen an der Küste liegen an Lumut Beach. Ein Teil des Strandes wurde als Park (Pantai Perkelahan Lumut) für die Öffentlichkeit zugänglich gemacht, und es gibt den privaten Liang Lumut Recreation Club mit Festhalle und Wasserpark.